# Schlacht von São Mamede

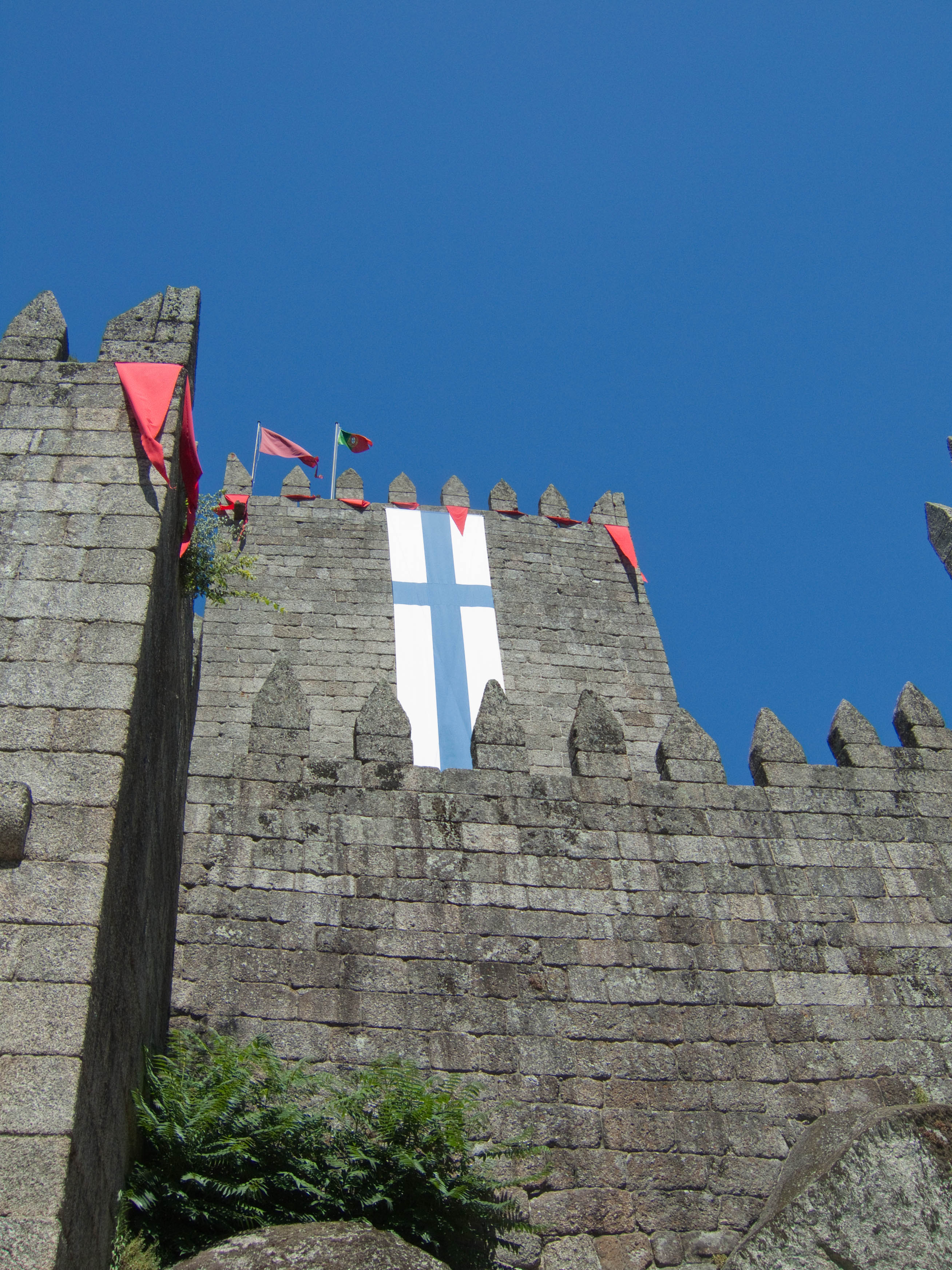
Castelo de Guimarães

Die Schlacht von São Mamede fand am 24. Juni 1128 in der Nähe von Guimarães (in São Mamede de Este) im Norden Portugals statt. Die Truppen von Afonso Henriques standen den Armeen seiner Mutter, Theresia von León, gegenüber, die mit dem Grafen von Galicien, Ferdinand Perez de Traba, liiert war. Theresia von León, Erbin der Grafschaft Portugal, geriet in Abhängigkeit von ihrem Liebhaber und wurde zur Feindin ihres Sohnes Afonso Henriques, da beide die Kontrolle über ganz Portugal gewinnen wollten.
Die Schlacht endete mit dem Sieg von Afonso Henriques und seinen Anhängern aus dem portugiesischen Adel, und Afonso Henriques wurde 1139 nach der Schlacht von Ourique zum König von Portugal gekrönt. Unter seinen Mitstreitern in São Mamede finden sich der Erzbischof von Braga Paio Mendes sowie Egas Moniz.

## Chronicon Lusitanum
Das lateinische Werk Chronicon Lusitanum berichtet (mit einer freien deutschen Übersetzung):
| Æra 1166 [...] Siquidem mortuo patre suo Comite Domino Henrico, cum adhuc ipse puer esset duorum, aut trium annorum, quidam indigni & alienigenae vendicabant Regnum Portugallis, matre ejus Regina Donna Tarasia eis consentiente, volens fie ipsa superbe regnare loco mariti sui, amoto filio a negotio Regni. Quam injuriam valde inhonestam nullatenus ferre valens (erat enim jam grandaevus aetate, & bonae indolis) convocatis amicis suis, & nobilioribus de Portugal, qui eum multo maxime, quam matrem ejus, vel indignos & exteros natione volevant regnare super se, commisit cum eis praelium in campo Sanct Mametis, quod est prope Castellum de Vimaranes, & contriti sunt & devicti ab eo, & fugerunt a facie ejus, & comprehendit eos. Obtinuit ipse principatum & Monarchiam Regni Portugallis. | 1128. Als sein Vater, der Herr Graf Heinrich, starb, als dieser [Afonso Henriques] noch ein Kind von erst zwei oder drei Jahren war, kamen mit Zustimmung seiner Mutter, Königin Dona Teresa, die den Platz ihres Mannes und ihres Sohnes in den Angelegenheiten des Reiches einnehmen wollte, einige unwürdige Ausländer [angeführt von Fernando Pérez de Traba] in das Königreich Portugal. Da er [Afonso] eine solche unehrenhafte Verletzung niemals ertragen konnte, lud er (als er bereits erwachsen und gut gebaut war) seine Freunde und die edeleren Männer Portugals ein, die seine Herrschaft der seiner Mutter oder der unedlen Ausländer vorzogen, diese wollte ihn entführen, und er begegnete ihnen im Kampf in der Schlacht von São Mamede, das neben der Burg von Guimarães liegt, und sie wurden von ihm bekämpft und besiegt, und sie entflohen seinem Anblick und er ergriff sie. Er erhielt die Regierung und das Königtum des Königreichs Portugal. |